# 贵台镇
贵台镇，是中华人民共和国广西壮族自治区钦州市钦北区下辖的一个乡镇级行政单位。

## 行政区划
贵台镇下辖以下地区：
贵台社区、那逻村、爱国村、屯良村、百美村、大路村、那美村、那朴村、洞利村、那桃村和那略村。